# Eugen Ruffínyi
Eugen Ruffínyi (ur. 1 marca 1846 w Dobszynej, zm. 13 stycznia 1924 tamże) – słowacki inżynier górniczy, speleolog, odkrywca Dobszyńskiej Jaskini Lodowej.
Rodzina Ruffínyich pochodziła z Włoch, do Dobszynej przybyli jako specjaliści w zakresie górnictwa. Ojciec Eugena, Pavel (węg. Pál) Ruffínyi, był inżynierem górniczym i geometrą.
Eugen chodził do szkół średnich w Rożniawie, Kieżmarku i Koszycach. Studiował na Akademii Górniczej w Bańskiej Szczawnicy, gdzie w 1869 r. uzyskał tytuł inżyniera górniczego. Po studiach wrócił do Dobszynej, gdzie pełnił funkcję górniczego geometry oraz inspektora górniczo-hutniczego.